# Giorgio Bongiovanni
Pour les articles homonymes, voir Bongiovanni.
Giorgio Bongiovanni, né le 4 mars 1926, à Bologne, en Italie, est un ancien joueur et entraîneur italien de basket-ball.

## Palmarès
- 3e des Jeux méditerranéens 1951